# Place du Darbâr (Bhaktapur)
La Place du Darbâr de Bhaktapur est une place située à Bhaktapur, regroupant un ensemble de monuments historiques classés au Patrimoine mondial, au travers d'un ensemble appelé, Vallée de Katmandou. L'ensemble correspond à la partie réservée à la noblesse newari dont la famille royale, avant le déplacement de la capitale à Katmandou. Il en reste les bâtiments et des traditions artistiques et artisanales.

## Monuments
- Temple de Nyatapola (en) (1701-1703), à cinq niveaux
- Colonne du roi Bhupatindra Malla (1695-1722)
- Statues en pierre de Hanuman et de Narasimha

- Temple de Gopinath Krishna (1667), réplique des "Char Dham" indiens (sites de pèlerinage hindouiste)
- Palais de Nhēkanjhya Lyākū, terminé en 1698, rebâti partiellement en 1868 (ou Simhādhwākhā Lyākū, Mālatīcuka Lyākū)
  - Statues des deux gardiens-lions Ugrachandi et Ugrabhairava
  - Cour Mālati chuk, une des dernières des 99 cours d'origine
  - Lun Dhwākhā (Golden Gate, Porte d'or, 1697)
  - Singha Dhwaka (Porte des lions), palais hébergeant le Musée national d'art de Bhaktapur[1]
- Temple de Yakeshasvara
- 5 temples de la déesse-mère Vatsala (Bacchalā) (vers 1715-1730)
- Palais Nge Nyapa Jhya Lyaku, dit des cinquante-cinq fenêtres, aux nombreuses peintures murales
- Chyasilin Mandap, pavillon octogonal à deux niveaux, restauré en 1987, avec lingam
- Taleju Bell (1737, Grande cloche)
- Temple de Silu Mahadeva
- Reposoirs : Yetachapari et Tava Sattal

- Éléments perdus, principalement à la suite des séismes :
  - palais de Basantapūra rājakula (à 9 niveaux), palais Chaukota, palais Thanthu Layaku
  - temple de Ganga Rani's Narayana, pagode de Lāpān Dega, temple de Purvesvara/Mashanesvara Mahadeva

## Galerie

Place du Darbâr (Bhaktapur)
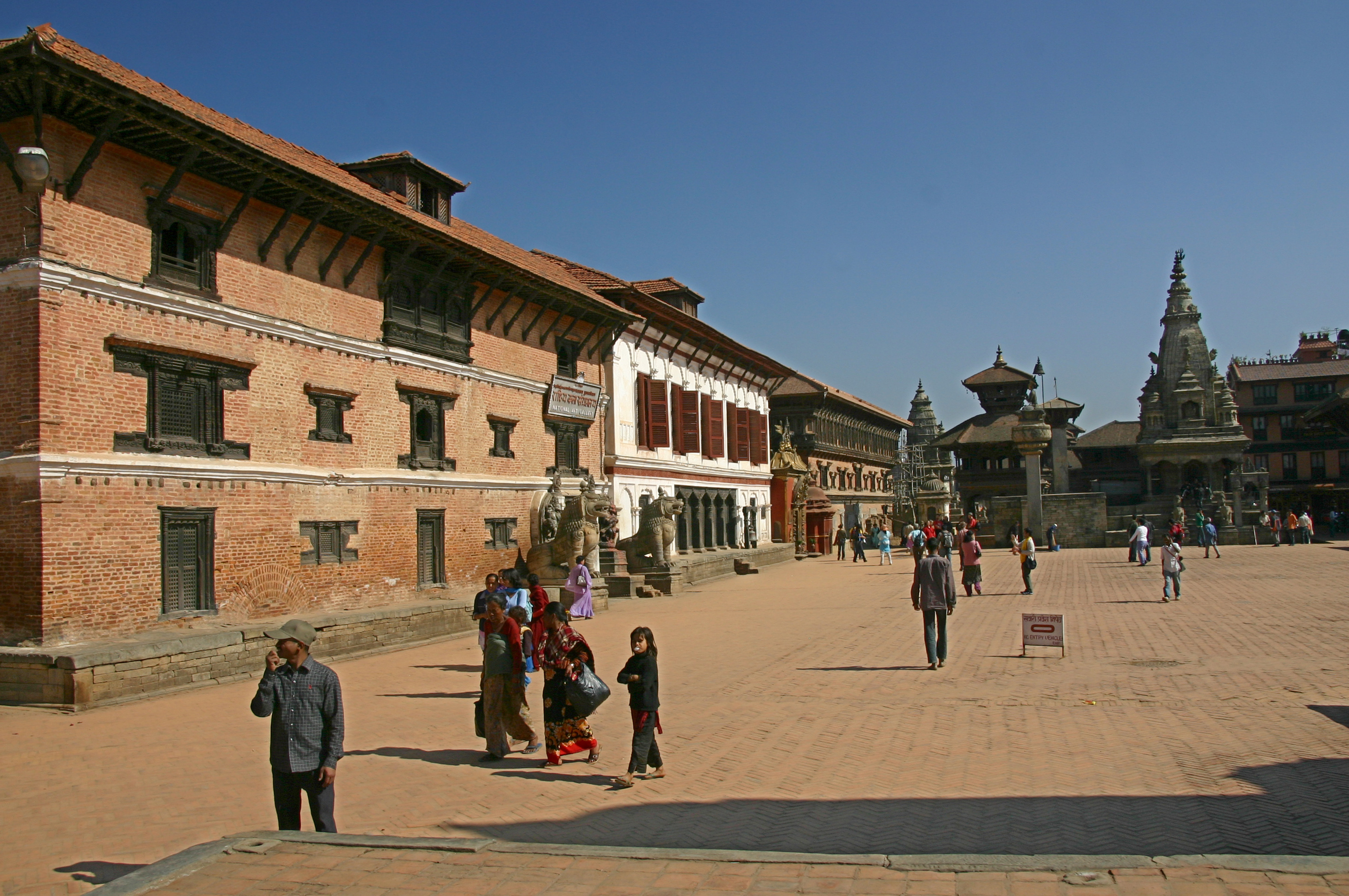
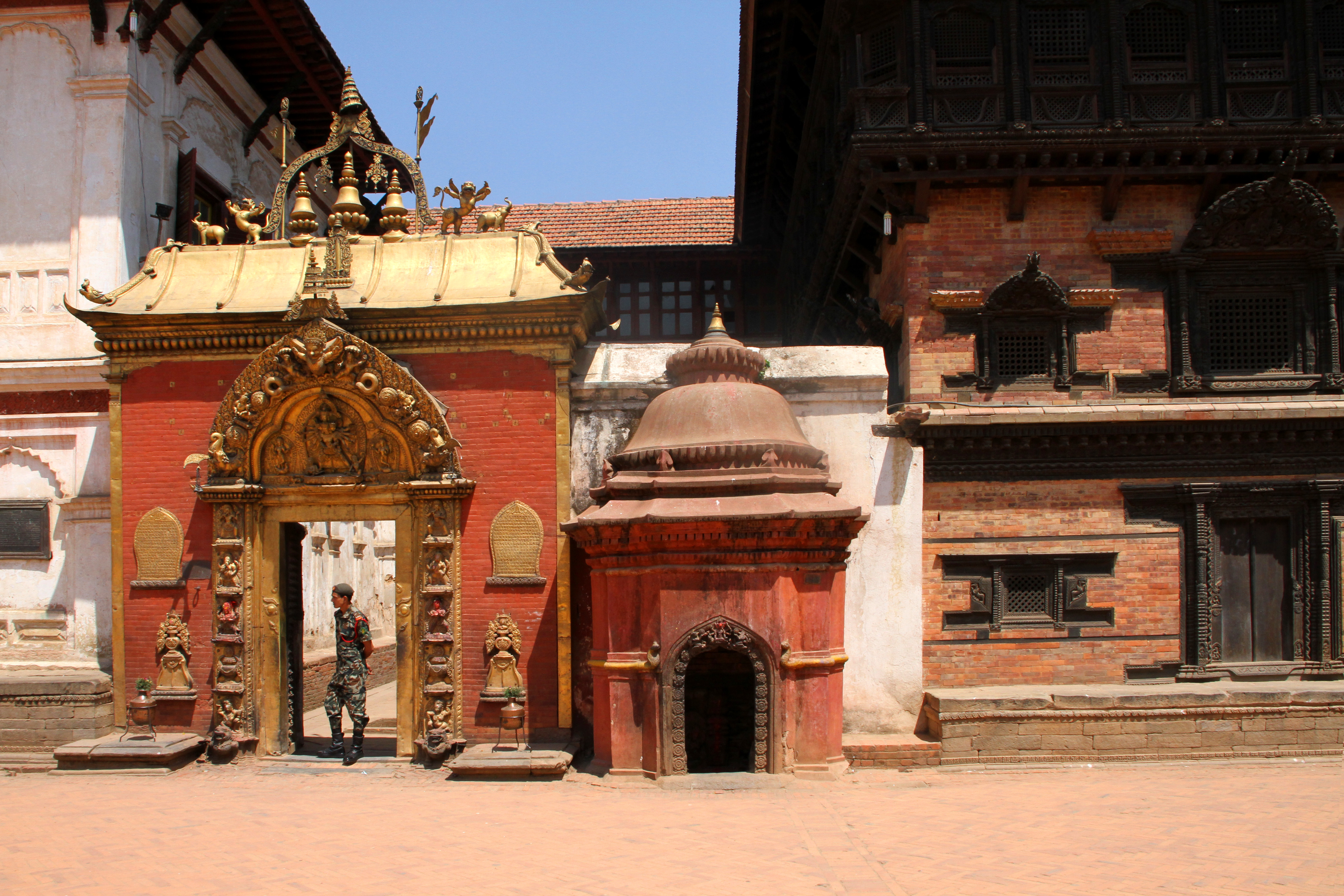
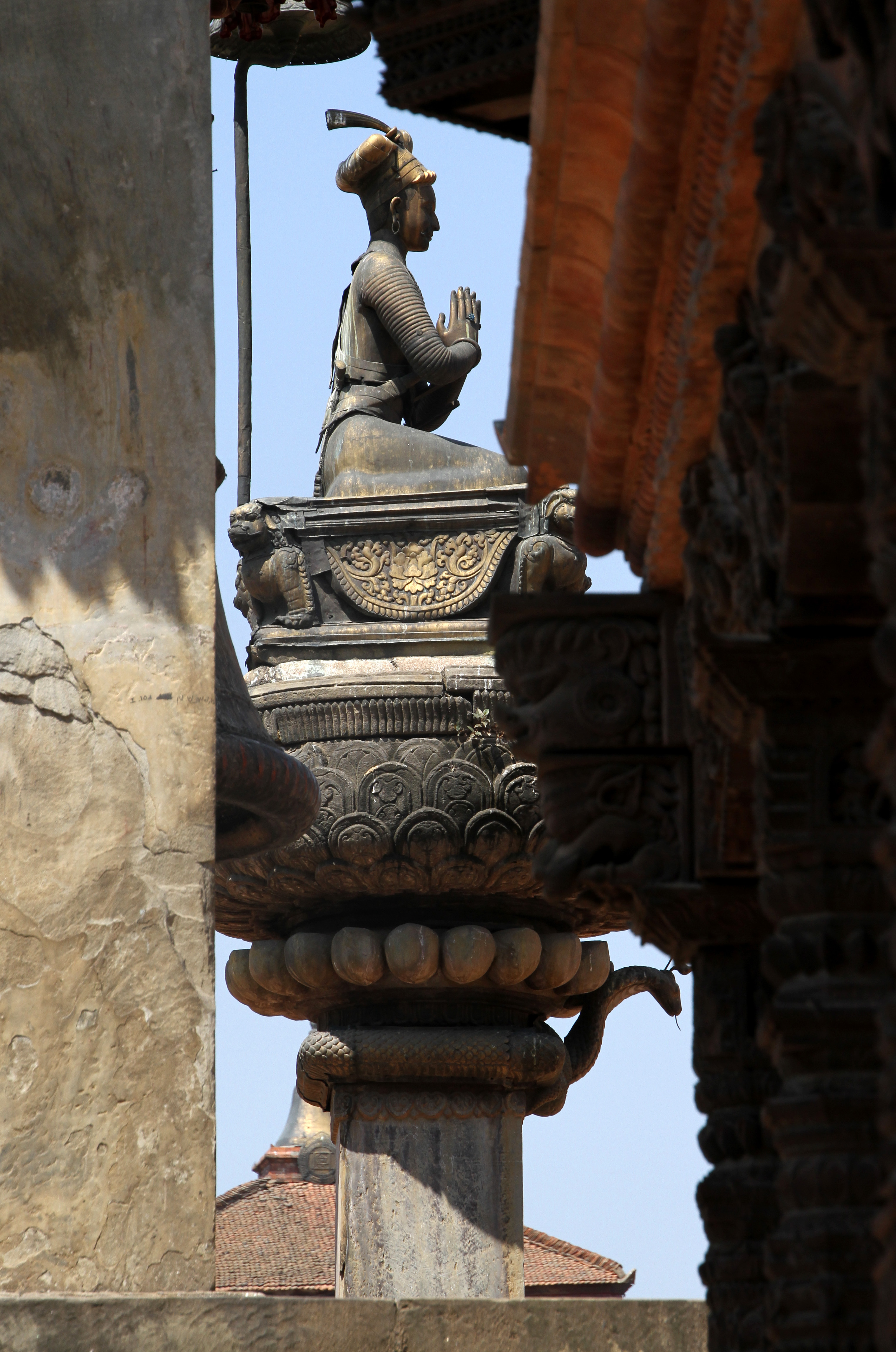
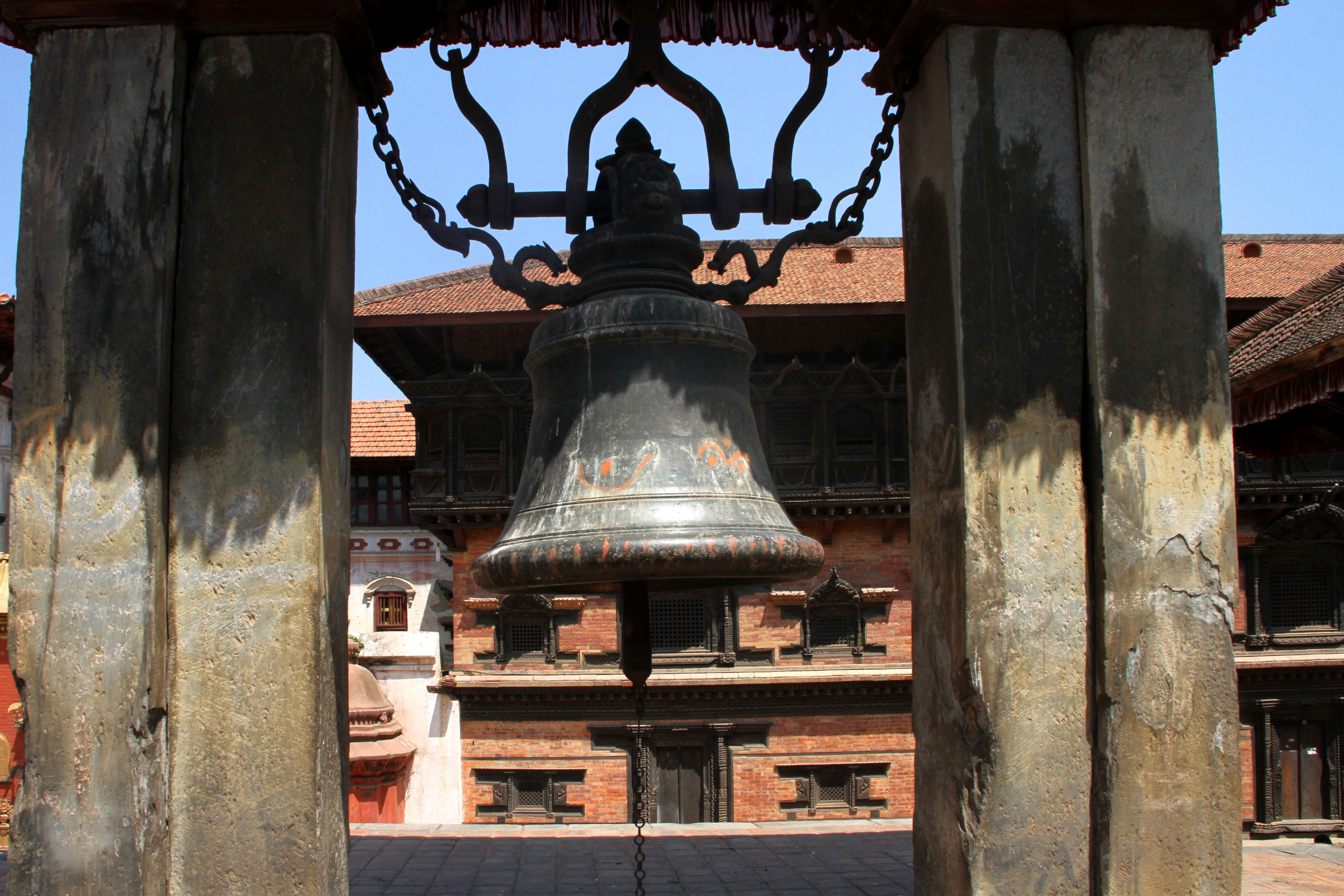
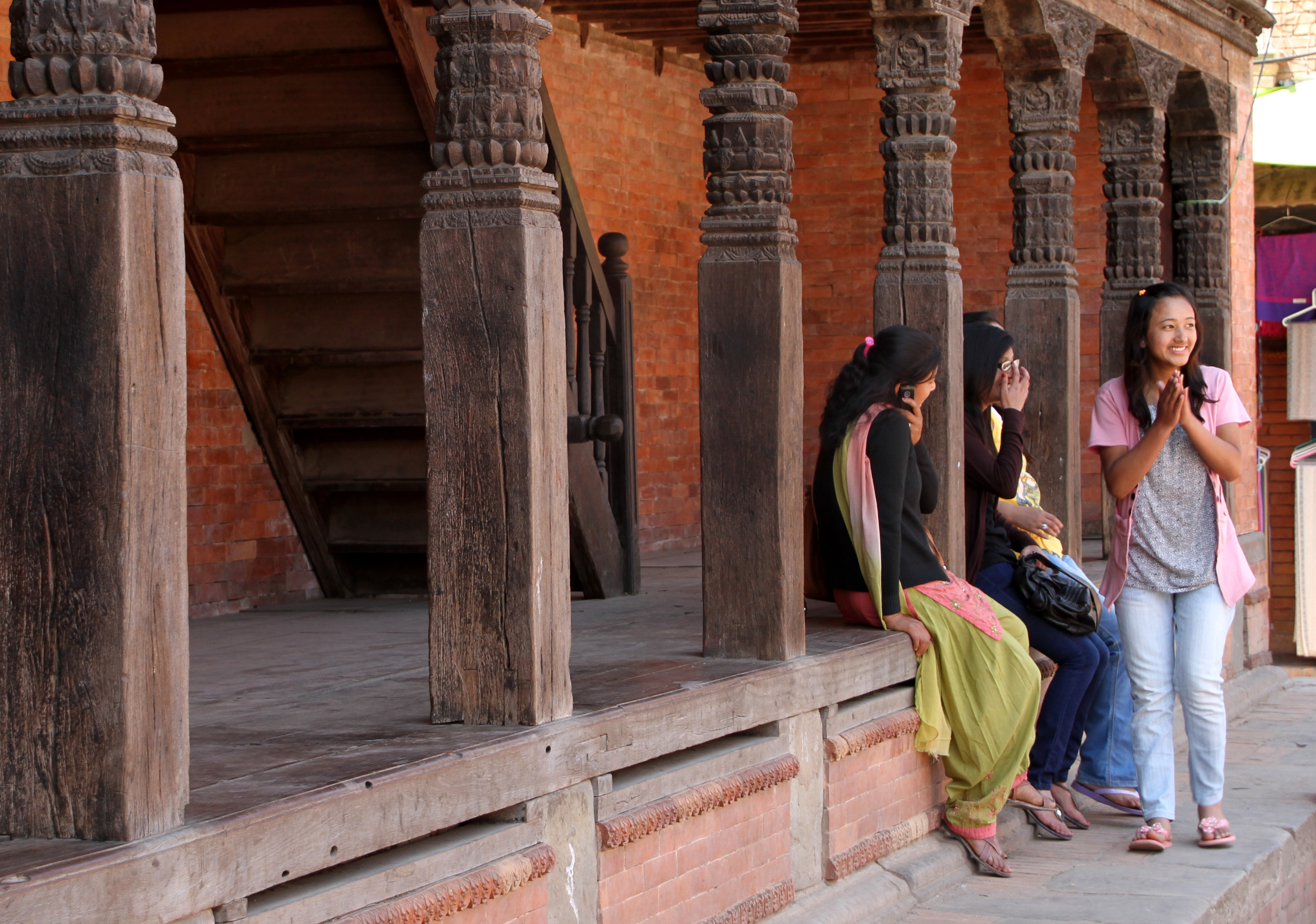
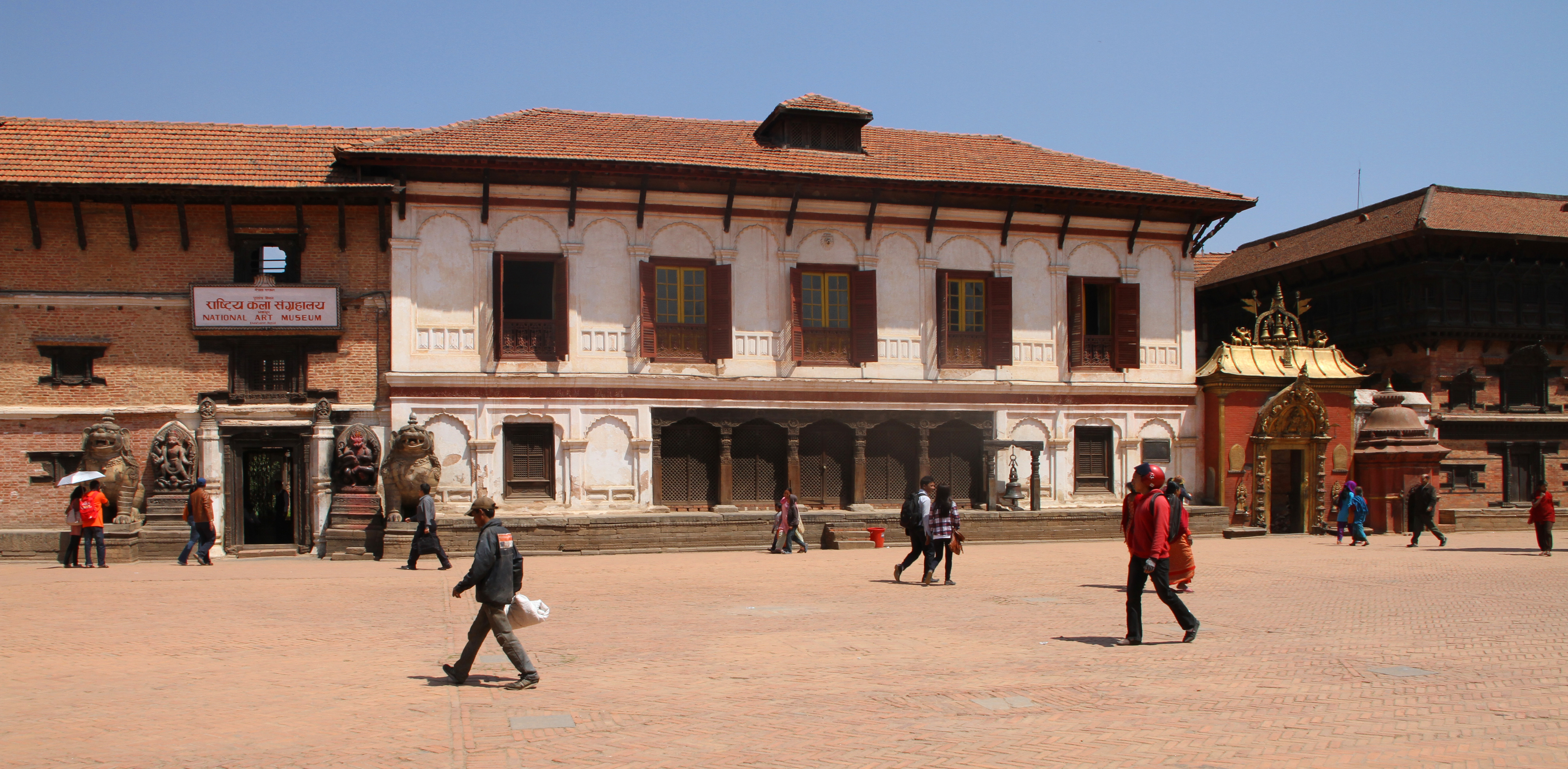
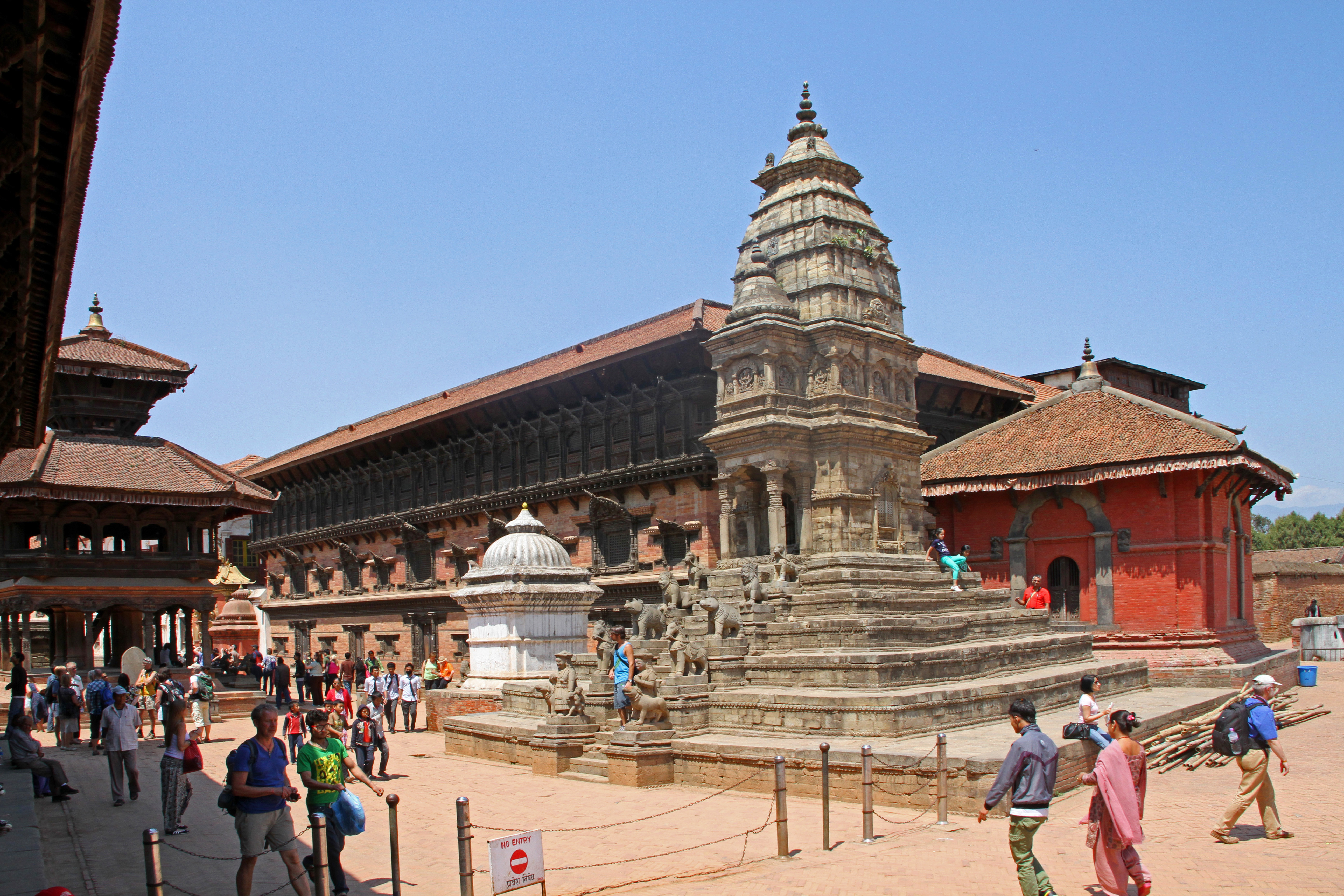
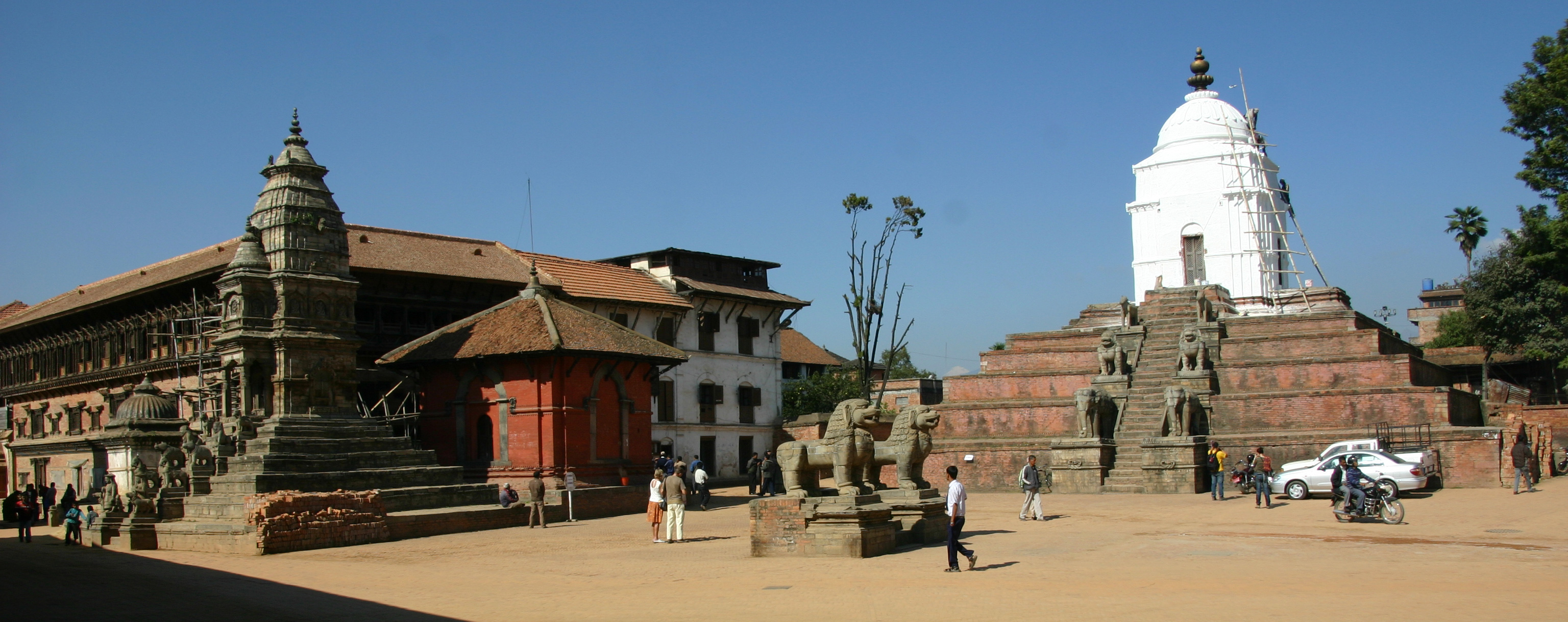
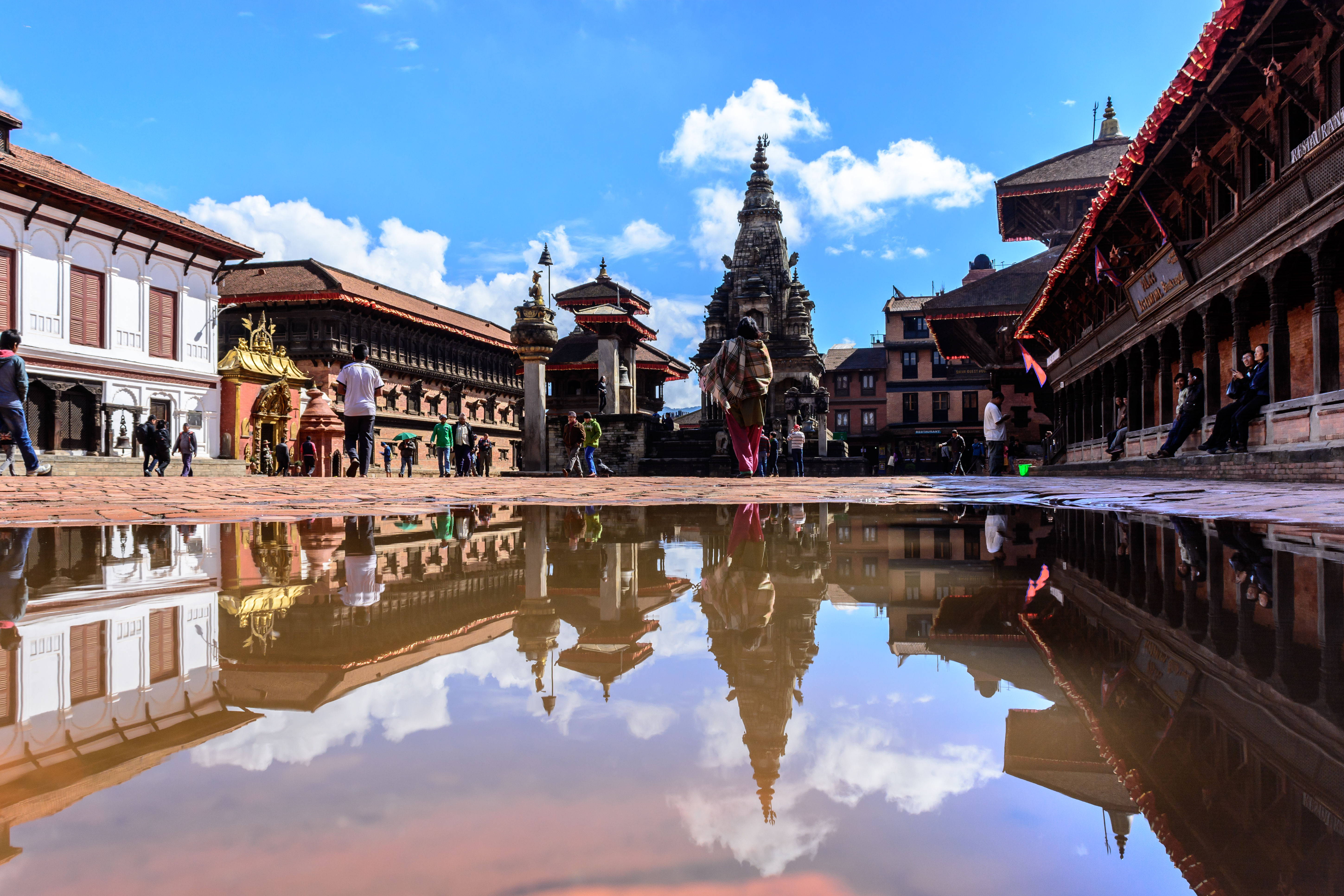